# 斑块百合
斑块百合（学名：Lilium henricii var. maculatum）是百合科百合属墨江百合的变种。分布在中国大陆的云南等地，目前尚未由人工引种栽培。